# Wahlen zum Repräsentantenhaus der Vereinigten Staaten 1962
Die Wahlen zum Repräsentantenhaus der Vereinigten Staaten 1962 fanden am 6. November 1962 statt. Es wurden in den Vereinigten Staaten die Abgeordneten des Repräsentantenhauses gewählt. Die Wahlen waren Teil der allgemeinen Wahlen zum 88. Kongress der Vereinigten Staaten in jenem Jahr, bei denen auch ein Drittel der US-Senatoren gewählt wurden. Da die Wahlen etwa in der Mitte der Amtszeit des Demokratischen Präsidenten John F. Kennedy stattfanden (Midterm Election), galten sie auch als Votum über die bisherige Politik des Präsidenten.
Die Zahl der zu wählenden Abgeordneten betrug 435 und war damit nach der vorübergehenden Erhöhung auf 437 wieder an die seit dem Jahr 1912 übliche Norm angepasst. Die Sitzverteilung basierte auf der Volkszählung von 1960.
Bei den Wahlen verloren die Demokraten 4 Sitze im Vergleich zur letzten Wahl im Jahr 1960. Trotzdem konnten sie mit 260 Mandaten ihre absolute Mehrheit klar behaupten. Die Republikaner gewannen zwei Sitze hinzu blieben aber weiterhin in der Minderheit. Ein innenpolitisch wichtiges Thema war die Bürgerrechtsbewegung um die Aufhebung der Rassentrennung und die Integration der Afroamerikaner in Institutionen, die bisher zur Weißen zustanden. Eine große Rolle spielte auch die Kubakrise, die kurz vor den Wahlen den Weltfrieden kurzfristig gefährdete. Der letztlich glimpfliche Ausgang der Krise wurde dem Demokratischen Präsidenten Kennedy als Verdienst angerechnet. Dadurch wurde eine ursprünglich erwartete höhere Niederlage der Demokraten abgewendet. Mit den eher minimalen Verschiebungen im Repräsentantenhaus blieb in etwa der Status quo erhalten.
Vor allem in den Südstaaten knüpften Gesetze das Wahlrecht noch an ein bestimmtes Mindest-Steueraufkommen. Dadurch wurden ärmere Weiße, vor allem aber viele Afroamerikaner vom Wahlrecht ausgeschlossen. Diese Einschränkungen wurden mehr und mehr kritisiert, galten aber noch in weiten Teilen bis zur Verabschiedung des 24. Zusatzartikel zur Verfassung der Vereinigten Staaten im Jahr 1964.

## Wahlergebnis
- Demokratische Partei 258 (264) Sitze
- Republikanische Partei 176 (173) Sitze
- Sonstige 1 (0)

Gesamt: 435 (437)
In Klammern sind die Ergebnisse der letzten Wahl zwei Jahre zuvor. Veränderungen im Verlauf der Legislaturperiode, die nicht die Wahlen an sich betreffen, sind bei diesen Zahlen nicht berücksichtigt, werden aber im Artikel über den 88. Kongress im Abschnitt über die Mitglieder des Repräsentantenhauses bei den entsprechenden Namen der Abgeordneten vermerkt. Daher kommt es in den Quellen gelegentlich zu unterschiedlichen Angaben, da manchmal Veränderungen während der Legislaturperiode in die Zahlen eingearbeitet wurden und manchmal nicht. Das angegebene Wahlergebnis basiert auf der unten angeführten Quelle (Party Divisions).

## Weblink
- Party Divisions